# Dipartimento delle Bocche dell'Elba
Bocche dell'Elba (in francese Bouches-de-l'Elbe buʃ.də.lɛlb, in tedesco Elbmündungen) è stato un dipartimento del Primo impero francese, il cui territorio si trova interamente nell'attuale Germania e che esistette per poco più di tre anni. Il nome era dovuto alla prossimità della parte terminale del fiume Elba.

## Storia
Il dipartimento, con capitale Amburgo, venne istituito nel 1811 quando la regione - originariamente appartenuta a Brema-Verden (e che nel 1807 era stata momentaneamente incorporata nel Regno di Vestfalia), ad Amburgo, alla Città libera di Lubecca e al Ducato di Sassonia-Lauenburg - venne annessa alla Francia. Il territorio è attualmente diviso tra gli stati federali tedeschi della Bassa Sassonia, dello Schleswig-Holstein ed Amburgo.

## Suddivisione amministrativa
Il dipartimento era suddiviso nei seguenti arrondissement e cantoni (situazione al 1812):
- Amburgo (Hambourg), cantoni: Amburgo (Hambourg), Bergedorf, Hamm e Wilhelmsburg.
- Lubecca, cantoni: Lubecca (2 cantoni), Lauenburg (Lauenbourg), Mölln (Moellen), Neuhaus sull'Elba (Neuhaus-sur-l'Elbe), Ratzeburg (Ratzebourg), Schwarzenbek e Steinhorst.
- Lüneburg (Lunebourg), cantoni: Lüneburg (Lunebourg), Bardowick, Buxtehude, Garlstorf, Harburg (Harbourg), Hittfeld, Tostedt e Winsen sul Luhe.
- Stade, cantoni: Stade, Bremervörde, Frieburg sull'Elba (Fribourg-sur-l'Elbe), Himmelpforten, Horneburg (Hornebourg), Neuhaus sull'Oste (Neuhaus-sur-l'Oste,), Otterndorf, Ritzebüttel, Jork e Zeven.

## Popolazione
La popolazione del dipartimento ammontava nel 1812 a 375.976 abitanti.